# Jonny Buckland
Jonathan "Jonny" Mark Buckland (London, Engleska, 11. rujna 1977.) engleski je gitarist i glazbenik, najpoznatiji kao član engleskog sastava Coldplay.

## Raniji život
Rođen je u Londonu, i tamo je živio do četvrte godine kada se s obitelji seli u Pantymwyn, Wales. Stariji brat ga je nagovarao da pokuža ući u glazbene vode. Buckland je počeo svirati gitaru s jedanaest godina nakon što je bio oduševljen grupom The Stone Roses. Išao je u školu u Sjevernom Walesu, da bi upisao fakultet astronomije i matematike u Londonu gdje je i upoznao svoje kolege iz sastava. Dok je studirao u Londonu, Buckland je radio kao školski domar.
Na Bucklandov glazbeni izričaj uvelike su utjecali Eric Clapton, George Harrison i Jimi Hendrix. Kao gitarist, poznat je po korištenju tehnike "slide" i glasnih gitarističkih dionica. Njegov način sviranja sličan je sviranju gitarista U2 Edgea

## Privatni život
Na koncertima uživo Chris Martin često nazove Bucklanda "Jonny Boy" pogotovo onda prije nego što će Jonny odsvirati neku solo dionicu na gitari. Martin je izjavio: "Ne bi bilo glazbe Coldplaya bez Jonnya Bucklanda."[nedostaje izvor] Prijateljski odnos dvojice je vidljiv i na nastupima uživo. Buckland je kum kćeri Chrisa Martina i Gwyneth Paltrow, te je navijač engleskog nogometnog kluba Tottenham Hotspur.
Buckland je već dugo u vezi s Chloe Lee Evans. Imaju kćer Violet rođenu 2007. te žive u Londonu. 2009. godine vjenčali su se u Londonu.

## Vanjske poveznice
- Coldplay.com